# Traité de La Haye (1698)
Pour les articles homonymes, voir Traité de la Haye.

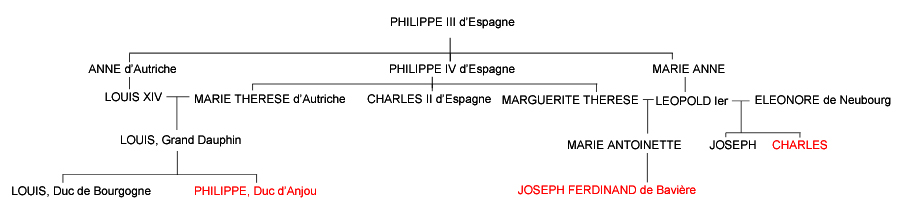
La succession de Charles II : à gauche, la branche des Bourbons de France et à droite, la maison de Habsbourg d'Autriche.

Le traité de la Haye est un traité conclu entre le Roi d'Angleterre Guillaume III, le roi de France Louis XIV et les États-Généraux des Provinces Unies touchant le partage de la monarchie d'Espagne signé à La Haye le 11 octobre 1698.

## La succession d'Espagne

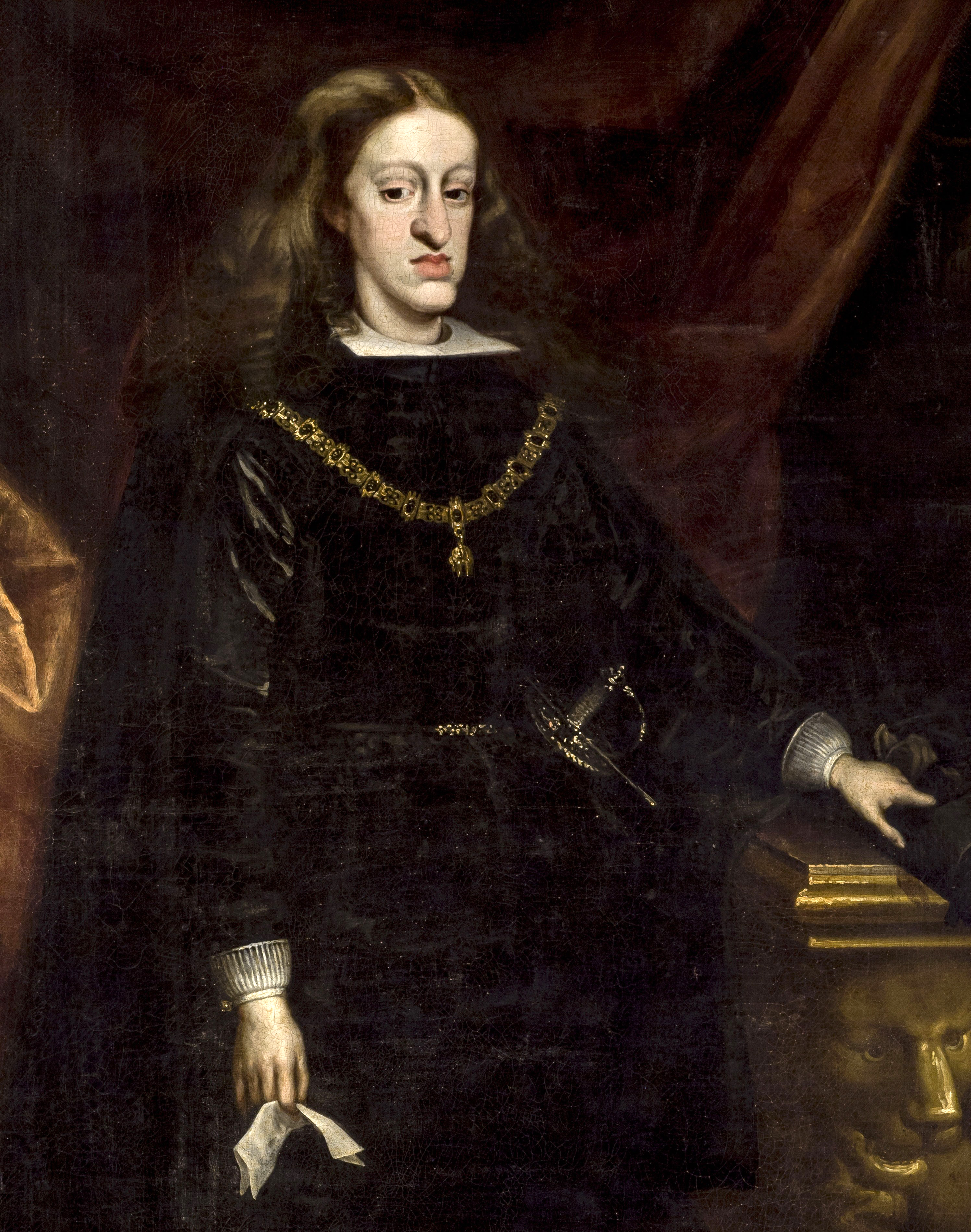
Le décès du roi Charles II d'Espagne, le 1 novembre 1700, va déclencher une guerre de succession.

En 1665, lorsque Philippe IV, roi Habsbourg d'Espagne décède, son fils Charles II âgé de quatre ans, lui succède. Les deux sœurs de Charles sont Marie-Thérèse, épouse de Louis XIV, roi de France, et Marguerite-Thérèse, promise à l'empereur Léopold Ier de Habsbourg. Mais, Charles II est un roi de faible constitution et ses deux mariages avec Marie-Louise et Marie-Anne de Neubourg restent stériles. Étant donné l'absence de descendance directe, la maison Habsbourg d'Autriche souhaite récupérer les territoires de la couronne espagnole, cependant Louis XIV, roi de France, Guillaume III, roi d'Angleterre et les États-généraux des Provinces-Unies sont attentifs à l'évolution possible de l'équilibre européen après une guerre en Europe qui a duré près de dix ans.

## Le traité de La Haye (1698)
C'est pourquoi ces puissances européennes (la France, l'Angleterre et les Provinces-Unies) décident de négocier un traité touchant le partage de la monarchie d'Espagne et signé à La Haye le 11 octobre 1698 par le comte de Tallard représentant le roi Louis XIV, le comte de Portland et le chevalier Joseh Williamson représentent le roi Guillaume III d'Angleterre et les sieurs François Verbolt, le Baron Friedriech de Rheede, Antoine Heinsius, Jean Becker, Jean vander Does, Guillaume van Haren (nl), Arnold Lencker et Jean de Drews, députés représentants les Seigneurs États Généraux des Provinces-Unies.

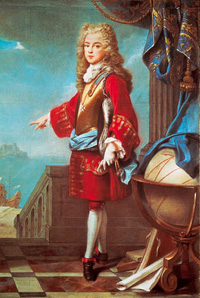
Joseph-Ferdinand de Bavière, successeur désigné par Charles II au trône d'Espagne meurt prématurément.

« IV. ...que mondit Seigneur le Dauphin ait pour son partage ... les royaumes de Naples & de Sicile, les places espagnoles situées sur la côte de Toscane, ou îles adjacentes,... la Ville & le marquisat de Finale, la province de Guipuscoa. »

« V. Ladite couronne d'Espagne, & les autres Royaumes, Îles, États, Pays & Places, qui en dépendent présentement, seront donnés au Prince Fils ainé de l'électeur de Bavière. »

« VII. ... que l'archiduc Charles, ait en extinction de toutes prétentions sur la succession d'Espagne, la cession dudit duché de Milan. »

—  Traité de La Haye touchant le partage de la monarchie d'Espagne signé le 11 octobre 1698.

## Mort de Joseph-Ferdinand de Bavière
Ce traité de La Haye ne subsista pas longtemps. En effet, le jeune prince de Bavière, Joseph-Ferdinand, décède quelque temps plus tard à Bruxelles.